# Arboretele de castan comestibil de la Baia Mare
Arboretele de castan comestibil de la Baia Mare este o arie protejată (arie specială de conservare — SAC, sit de importanță comunitară — SCI) din România, desemnată în scopul protejării biodiversității și menținerii într-o stare de conservare favorabilă a florei spontane și faunei sălbatice, precum și a habitatelor naturale de interes comunitar aflate în arealul zonei de protecție. Aceasta este întinsă pe o suprafață de 2.092,6 ha, integral pe uscat.

## Localizare
Centrul sitului Arboretele de castan comestibil de la Baia Mare este situat la coordonatele 47°41′14″N 23°33′28″E / 47.687233°N 23.557686°E.

## Înființare
Situl Arboretele de castan comestibil de la Baia Mare (ROSCI00003) a fost declarat sit de importanță comunitară în decembrie 2007 pentru a proteja 2 specii de animale. Situl a fost protejat și ca arie specială de conservare în mai 2022.

## Biodiversitate
Situată în ecoregiunile alpină și continentală, aria protejată conține 3 habitate naturale: Păduri de fag Asperulo-Fagetum, Păduri de stejar și carpen Galio-Carpinetum, Păduri de Castanea sativa.
La baza desemnării sitului se află mai multe specii protejate:
- amfibieni (1): izvoraș-cu-burta-galbenă (Bombina variegata)
- nevertebrate (1): Odontopodisma rubripes